# Boxe nos Jogos da Francofonia de 2009
As competições de boxe nos Jogos da Francofonia de 2009 ocorreram entre 29 de setembro e 5 de outubro. Onze categorias foram disputados.

## Quadro de medalhas
| Ordem | País                      |    |    |    |    |
| 1     | França                    | 6  |    | 1  | 7  |
| 2     | Roménia                   | 3  |    |    | 3  |
| 3     | Maurícia                  | 1  | 1  | 1  | 3  |
| 4     | Camarões                  | 1  |    | 1  | 2  |
| 5     | Marrocos                  |    | 3  | 3  | 6  |
| 6     | Tunísia                   |    | 3  |    | 3  |
| 7     | Canadá                    |    | 1  | 5  | 6  |
| 8     | Egito                     |    | 1  | 3  | 4  |
| 9     | Senegal                   |    | 1  |    | 1  |
| 9     | Líbano                    |    | 1  |    | 1  |
| 11    | Canadá - Quebéc           |    |    | 2  | 2  |
| 12    | Mali                      |    |    | 1  | 1  |
| 12    | Bulgária                  |    |    | 1  | 1  |
| 14    | Vietname                  |    |    | 1  | 1  |
| 14    | República Centro-Africana |    |    | 1  | 1  |
| TOTAL | TOTAL                     | 11 | 11 | 20 | 42 |

## Medalhistas
| Evento                             | Ouro                              | Prata                            | Bronze                                                              |
| Até 48 kg masculino (detalhes)     | FRA França Jérémy Beccu           | TUN Tunísia Haithem Azizi        | CAN Canadá Jonathan Quinit CAF República Centro-Africana Igor Cbodo |
| Até 51 kg masculino (detalhes)     | FRA França Nordine Lait Ihya      | TUN Tunísia Hajri Mahdi          | CAN Canadá Francois Pratte CQC Benoit Fleury                        |
| Até 54 kg masculino (detalhes)     | ROU Romênia Razvan Andreiana      | MRI Maurício Richard Julie Louis | MAR Marrocos Hicham Mesbahi EGY Egito Mahmoud Mohy Abdel            |
| Até 57 kg masculino (detalhes)     | FRA França Qualid Beladura        | LIB Líbano Wael Chahine          | BUL Bulgária Elian Dimitrov VIE Vietnã Viet Tran Quoc               |
| Até 60 kg masculino (detalhes)     | FRA França Souleiman Cissokho     | MAR Marrocos Badredine Hadioui   | CAN Canadá Alex Rynn CQC Michael Gadbois                            |
| Até 64 kg masculino (detalhes)     | MRI Maurício Louis Richarno Colin | TUN Tunísia Hamza Hassini        | MAR Marrocos Mohamed Mechhabi CAN Canadá Jonathan Bochner           |
| Até 69 kg masculino (detalhes)     | CMR Camarões Joseph Mulema        | MAR Marrocos Adil Bella          | MRI Maurício Nivesh Gyadin EGY Egito Hosam Hussein                  |
| Até 75 kg masculino (detalhes)     | FRA França Michael Raymond        | SEN Senegal Mbacke Sarr          | MAR Marrocos Ahmed Barki EGY Egito Nabil Sayed Zaki                 |
| Até 81 kg masculino (detalhes)     | ROU Romênia Constatin Bejenaru    | EGY Egito Amin El Mohammady      | FRA França Ludovic Groguhe CMR Camarões Christian Donfack Adjoufack |
| Até 91 kg masculino (detalhes)     | FRA França Arsen Goulamirian      | MAR Marrocos Mohamed Arjaoui     | CAN Canadá Justin Bonhomme                                          |
| Mais de 91 kg masculino (detalhes) | ROU Romênia Razvan Cojanu         | CAN Canadá Didier Bence          | MLI Mali Koniba Sissoko                                             |